# Полимюльтиплие де л’Отиль
Полимюльтиплие де л’Отиль (фр. Polymultipliée de l'Hautil) — шоссейная однодневная велогонка, проводившаяся по дорогам французского департамента Иль-де-Франс.

## История
Гонка проводилась всего два раза — в 1997 и 1998 годах по территории регионов Ивелин и Валь-д’Уаз. Оба раза входила в Велошоссейный кубок Франции.
После этого гонка проходила ещё 9 раз (последний в 2008 году), но участие в ней принимали только любители.

## Призёры
| Год  | Победитель       | Второй    | Третий          |
| ---- | ---------------- | --------- | --------------- |
| 1997 | Мауро Джанетти   | Ксавье Ян | Лилиан Лебретон |
| 1998 | Эммануэль Маньен | Йенс Фогт | Паскаль Лино    |